# Ponitrianska magistrála
Ponitrianska magistrála (pol. Magistrala Nitrzańska) – dalekobieżny, pieszy, górski szlak turystyczny na Słowacji. Biegnie z Nitry przez grupy górskie Trybecz i Ptacznik do Handlovej.
Szlak jest znakowany kolorem czerwonym, standardowymi znakami stosowanymi do znakowania szlaków pieszych (czerwony, poziomy pasek pomiędzy dwoma paskami białymi) i w terenie wyróżnia się od innych szlaków jedynie odpowiednią informacją, podawaną zwykle na drogowskazach turystycznych. Podobna informacja zamieszczana jest na mapach turystycznych.
Nazwa szlaku nawiązuje do faktu, że na większej części swojej długości biegnie on grzbietami, stanowiącymi wschodnią granicę dorzecza Nitry.
W Trybeczu szlak prowadzi w większości wschodnimi stokami pasma, pomijając w ogóle jego północną część. Zaczyna się w Nitrze przy północnej obwodnicy samochodowej miasta (140 m n.p.m.). Stąd wiedzie przez Zobor (588 m n.p.m.) na Žibricę (617 m n.p.m.), skąd schodzi do wsi Žirany. Dalej przez Kostoľany pod Tribečom wspina się na najwyższy szczyt pasma – Veľký Tríbeč (829 m n.p.m.), skąd sprowadza do Zlatna (330 m n.p.m.). Stąd w kierunku wschodnim, w poprzek szeregu niskich grzbietów i dolin podnóży Trybecza, opadających ku południowi, dociera do ruin zamku Hrušov (455 m n.p.m.), po czym przekraczając przy Skýcovskim Młynie (280 m n.p.m.) dolinę Hostiańskiego Potoku osiąga wieś Jedľové Kostoľany. Z niej niewysokim grzbietem, nieznacznie przekraczającym poziomicę 600 m (Penhýbel, 635 m n.p.m.) wiedzie na północ do miejscowości Veľké Pole.
Grupę Ptacznika szlak pokonuje praktycznie w całości wiodąc głównym grzbietem pasma Wysokiego Ptacznika. Z miejscowości Veľké Pole wspina się na widokową Suchą horę (879 m n.p.m.), po czym przez szczyty Rúbaný vrch (1097 m n.p.m.) i Kláštorská skala (1279 m n.p.m.) osiąga szczyt Ptacznika (1346 m n.p.m.). Stamtąd przez szczyty Malá Homôlka (1298 m n.p.m.), Tri chotáre (1144 m n.p.m.) i Jarabá skala (1169 m n.p.m.) wyprowadza na rozległe spłaszczenie szczytowe Białego Kamienia (1135 m n.p.m.), by przez Veľký Grič (971 m n.p.m.) sprowadzić do Handlovej. Kończy się na rynku tego miasta (422 m n.p.m.).
Łączna długość szlaku wynosi 106,6 km. Przy przejściu w opisanym kierunku suma podejść wynosi 4098 m, przy przejściu w kierunku przeciwnym 3818 m.
Czas przejścia: z Nitry do miejscowości Veľké Pole ok. 20 godzin, z Veľkeho Pola do Handlovej ok. 10 godzin, razem – ok. 30 godzin. Praktycznie cały szlak przechodzi się zwykle w 3-4 dni.